# Isla de los Estados
Isla de los Estados (deutsch Staateninsel) ist eine unbewohnte Insel im äußersten Südosten Argentiniens (Feuerland). Sie liegt 30 km östlich der Hauptinsel von Feuerland und zählt administrativ zum Gebiet von Stadt und Bezirk Ushuaia der argentinischen Provinz Tierra del Fuego.

## Geographie
Die Insel hat eine Ausdehnung von etwa 530 km², sie ist 63 km lang und bis zu 15 km breit.
Sie wird im Westen durch die Le-Maire-Straße (span. Estrecho de Le Maire) von der Hauptinsel Feuerlands getrennt. Den östlichsten Punkt der Insel bildet das Kap San Juan. Der weniger bekannte westlichste Punkt ist Punta Cuchillo. Der Südpunkt Cabo San Bartolomé an der Península López liegt zugleich sehr weit im Westen der Insel. Die nahe (fünf Kilometer östlich) gelegenen Islotes 350 Pies reichen noch geringfügig weiter nach Süden. Nördlichster Punkt ist Cabo Colnett. Weiter nördlich liegen jedoch die Islas Año Nuevo mit der Hauptinsel Isla Observatorio sowie vier kleinere Inseln. Fast das gesamte Terrain der Insel ist gebirgig und beherbergt mehrere Gletschertäler und Seen.
Klimatisch wird dieser Abschnitt der südlichen Breiten, der seinen südlichsten Punkt bei der Insel Hornos erreicht, uneinheitlich entweder der kühlgemäßigten oder polaren Klimazone zugeordnet. Nur sehr wenige Autoren verorten über den Ozeanen der Südhalbkugel eine kaltgemäßigte „antiboreale“ Klimazone. Nach der bekannten Klimaklassifikation von Köppen & Geiger liegen die Inseln im Tundrenklima (ET). Die Jahreszeitenklimate nach Troll & Paffen weisen subpolares, hochozeanisches Klima (I.4) aus. Die Vegetation ist dem Typ der baumlosen „Magellantundra“ mit subpolarem Grasland zuzurechnen.

## Geschichte

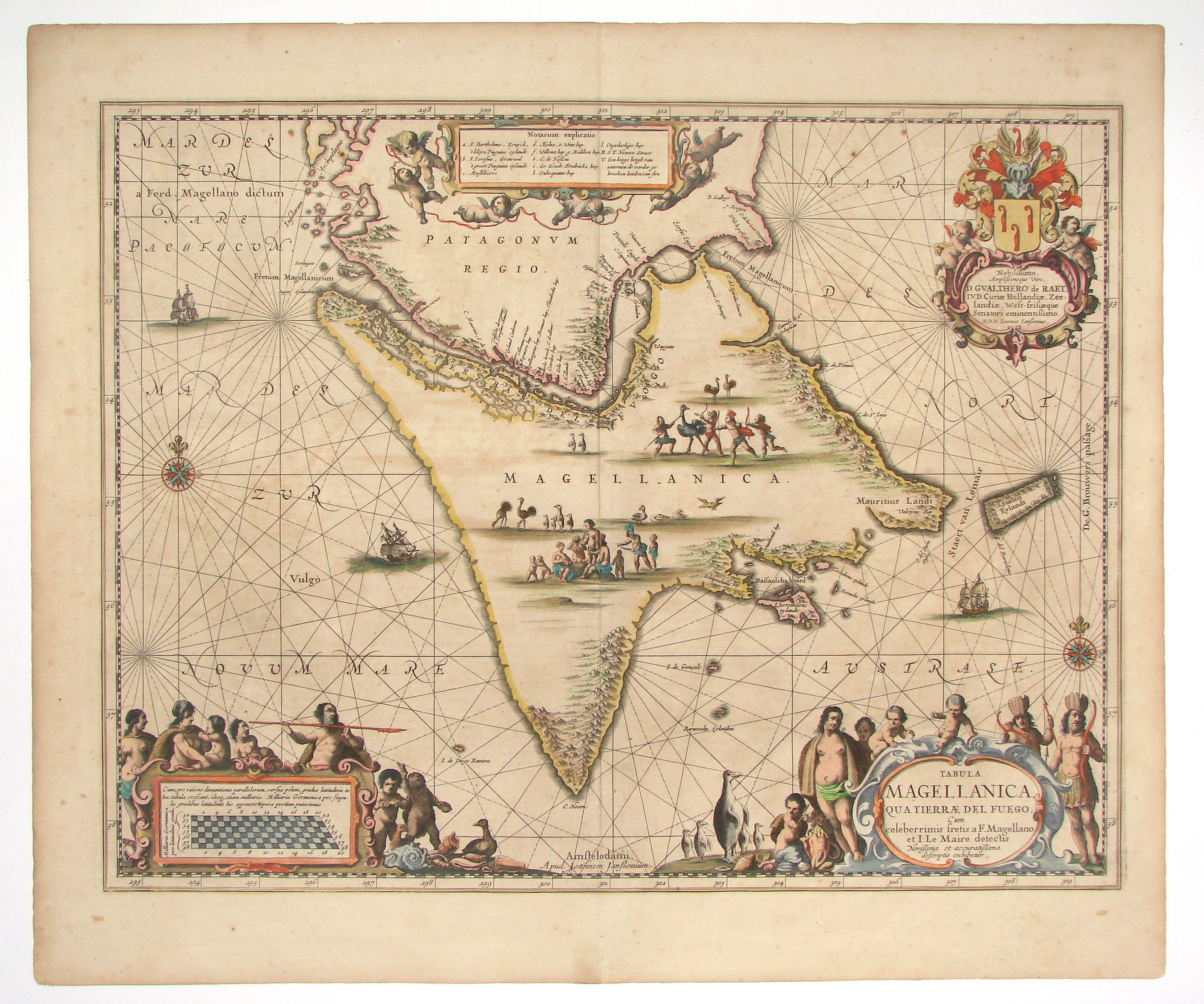
Staten Eylandt auf der niederländischen Karte von 1657
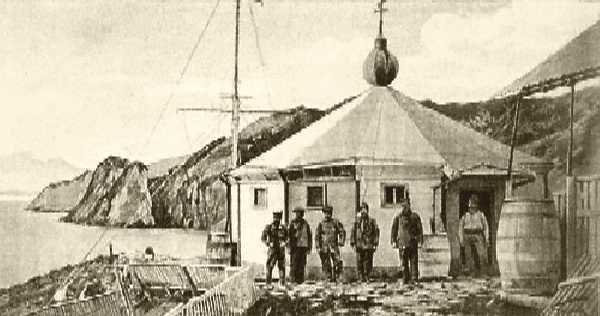
Leuchtturm San Juan del Salvamento im Osten (1898)

Von Seefahrtshistorikern wird angenommen, dass bereits Francisco de Hoces 1526 die Isla de los Estados ausmachte, bestätigt ist aber erst die Entdeckung durch den Antwerpener Jakob Le Maire 1616. Nach ihm ist auch die Le-Maire-Straße, eine Meeresenge, benannt. Sie trennt die Insel von Feuerland. Der Name der Insel stammt vom niederländischen Staten Eylandt, nach den Staten Generaal, dem Parlament der damaligen Republik der Sieben Vereinigten Niederlande. Als der Weg um Amerikas Südspitze der einzige Seeweg von Pazifik zu Atlantik oder umgekehrt war, wählten etliche Schiffe den kürzeren Weg durch die Le-Maire-Straße trotz der für Segler kritischen Querströmungen, andere den weiteren östlich um die Staateninsel.
1978 wurde am Puerto Parry ein kleiner Militärstützpunkt mit dem Namen Comandante Luís Piedra Buena errichtet. Der Puerto Parry ist ein enger und langer Fjord, der sich von der im Norden gelegenen Bahía San Antonio in die Insel schneidet und der von 600 Meter hohen Felswänden gesäumt ist. Die vier bis fünf Soldaten der Basis bilden die einzige Bevölkerung der Insel.
1991 wurde die Insel zum Naturreservat erklärt.

## Bevölkerung
Reguläre Siedlungen gibt es keine, nur eine wissenschaftliche Station sowie einen Stützpunkt der argentinischen Streitkräfte.
Touristische Aktivitäten sind wegen des schweren Zugangs selten und teuer.

## Rezeption
Die Insel ist Handlungsort des Abenteuerromans Der Leuchtturm am Ende der Welt von Jules Verne.